# Campionati europei di nuoto in vasca corta 2010 - 200 metri farfalla maschili
Le qualifiche per la finale si sono svolte la mattina del 27 novembre 2010, mentre la finale si è svolta la sera dello stesso giorno.

## Medaglie
| Posizione | Atleta         | Paese    |
| --------- | -------------- | -------- |
| Oro       | Dinko Jukić    | Austria  |
| Argento   | Tim Wallburger | Germania |
| Bronzo    | Bence Biczó    | Ungheria |

## Record
Prima della manifestazione il record del mondo (RM), il record europeo (EU) e il record dei campionati (RC) erano i seguenti.
| Record mondiale       | 1:49.11 | Kaio Almeida Brasile     | 10 novembre 2009 Stoccolma, Svezia |
| Record europeo        | 1:49.46 | Nikolay Skvortsov Russia | 12 dicembre 2009 Istanbul, Turchia |
| Record dei campionati | 1:49.46 | Nikolay Skvortsov Russia | 12 dicembre 2009 Istanbul, Turchia |

Durante la competizione non sono stati migliorati record.

## Risultati batterie
| Pos. | Atleta                   | Nazionalità | Tempo       | Batteria    | Corsia      | Note        |
| ---- | ------------------------ | ----------- | ----------- | ----------- | ----------- | ----------- |
| 1    | Christophe Lebon         | Francia     | 1:54.75     | 3           | 1           |             |
| 2    | Dinko Jukić              | Austria     | 1:54.81     | 3           | 4           |             |
| 3    | Jan Sefl                 | Rep. Ceca   | 1:54.94     | 3           | 3           |             |
| 4    | Bence Biczó              | Ungheria    | 1:55.60     | 1           | 4           |             |
| 5    | Tim Wallburger           | Germania    | 1:55.61     | 4           | 6           |             |
| 6    | Duarte Rafael Mourao     | Portogallo  | 1:55.72     | 3           | 5           |             |
| 7    | Dávid Verrasztó          | Ungheria    | 1:55.95     | 3           | 2           |             |
| 8    | Robert Zbogar            | Slovenia    | 1:55.96     | 3           | 6           |             |
| 9    | Nikolay Skvortsov        | Russia      | 1:55.97     | 4           | 4           |             |
| 10   | Joeri Verlinden          | Paesi Bassi | 1:56.15     | 2           | 4           |             |
| 11   | Diogo Filipe Carvalho    | Portogallo  | 1:56.24     | 4           | 5           |             |
| 12   | Nicolo Beni              | Italia      | 1:57.00     | 2           | 5           |             |
| 13   | Jordan Coelho            | Francia     | 1:57.05     | 4           | 7           |             |
| 14   | Bence Pulai              | Ungheria    | 1:57.32     | 4           | 3           |             |
| 15   | Stefanos Dimitriadis     | Grecia      | 1:57.56     | 4           | 2           |             |
| 16   | Norbert Trudman          | Slovacchia  | 1:58.31     | 3           | 7           |             |
| 17   | Carlos Vives Gomis       | Spagna      | 1:58.46     | 2           | 2           |             |
| 18   | Nuno Goncalo Quintanilha | Portogallo  | 1:58.50     | 2           | 6           |             |
| 19   | Sergey Strelnikov        | Russia      | 1:58.80     | 4           | 1           |             |
| 20   | Bernhard Wolf            | Austria     | 1:59.12     | 2           | 3           |             |
| 21   | Zsombor Szana            | Ungheria    | 1:59.38     | 1           | 3           |             |
| 22   | Frans Johannessen        | Danimarca   | 1:59.89     | 3           | 8           |             |
| 23   | Yahor Dodaleu            | Bielorussia | 2:00.21     | 2           | 7           |             |
| 24   | Alexander Brobe Skeltved | Norvegia    | 2:01.11     | 2           | 1           |             |
| 25   | Pavel Naroshkin          | Estonia     | 2:01.78     | 4           | 8           |             |
|      | Ioannis Drymonakos       | Grecia      | non partito | non partito | non partito | non partito |
|      | Serkan Atasay            | Turchia     | non partito | non partito | non partito | non partito |

## Finale
| Pos. | Atleta               | Nazionalità | Tempo   | Corsia | Note |
| ---- | -------------------- | ----------- | ------- | ------ | ---- |
|      | Dinko Jukić          | Austria     | 1:53.35 | 5      |      |
|      | Tim Wallburger       | Germania    | 1:53.71 | 2      |      |
|      | Bence Biczó          | Ungheria    | 1:53.75 | 6      |      |
| 4    | Duarte Rafael Mourao | Portogallo  | 1:54.85 | 7      |      |
| 5    | Robert Zbogar        | Slovenia    | 1:54.91 | 8      |      |
| 6    | Jan Sefl             | Rep. Ceca   | 1:55.05 | 3      |      |
| 7    | Dávid Verrasztó      | Ungheria    | 1:55.24 | 1      |      |
| 8    | Christophe Lebon     | Francia     | 1:56.07 | 4      |      |